# 空拍
航空摄影，简称，又称空中摄影，是指从空中拍摄地球地貌，获得俯视图，此圖即為空拍圖。航拍的摄像机可以由摄影师控制，也可以自动拍摄或远程控制。航拍所用的平台包括飞机、直升机、多軸飛行器、热气球、小型飞船、火箭、风筝、降落伞等。为了让航拍照片稳定，有的时候会使用如Spacecam等高级摄影设备，它利用三轴陀螺仪稳定功能，提供高品質的稳定画面，甚至在长焦距镜头下也非常稳定。
航拍图能够清晰的表现地理形态，因此除了作為攝影藝術的一環之外，也被運用於軍事、交通建設、水利工程、生態研究、城市規劃等方面。2010年代之後，由於多軸遙控飛行器的普及，有不少業餘玩家進行空拍活動。

## 歷史
纳达尔是首位实现航拍的摄影师和气球驾驶者，他于1858年在法国巴黎上空拍摄。航拍的军事用途于第一次世界大战期间由飞行员得到了发展，新沙佩勒战役是其中著名的战役之一。

## 用途
- 地理學研究
- 救難
- 間諜監視活動
- 警方追蹤疑犯
- 電視台現場直播盛事
- 遙控飛機娛樂
- Youtuber拍摄用途
- 網上授課掛機
- 战略战术侦察

## 挑戰
空中攝影的挑戰包括：
- 透視矯正－空中拍攝的照片，往往採取某一定角度拍照。這意味著，角度不正確的照片將與附近的物體大於遠的物體。透視矯正扭曲的形象，以便在同等大小的物體的真實世界有同等大小的照片，見正射影像。
- 註冊－空中拍攝的照片通常映射到現實世界中的物體（例如街道、建築物等），航空照片可以轉換成一系列線的道路上載的照片。
- 拼接－創建一個大面積的航空照片拼接這些照片，使他們形成一個單一的大型照片，此過程將創建“天衣無縫”的圖像。

## 著名的航空攝影師
- Nadar （1820–1910） [2]
- Eduard Spelterini（英语：Eduard Spelterini） （1852–1931）
- O. G. S. Crawford （1886–1957）
- Walter Mittelholzer （1894–1937）
- Ladislaus Almásy （1895–1951）
- 亚恩·阿蒂斯－贝特朗（Yann Arthus-Bertrand，1946）
- Antoine de Saint-Exupéry （1900–1944）
- Roger Henrard （1900–1975） [3]
- Boris Carmi （1914–2002）
- Roger Agache（英语：Roger Agache） (* 1926) [4]
- Georg Gerster （1928）
- Irwin Scollar （1928）
- Otto Braasch （1936）
- Gerhard Launer （1949）
- 喬治‧史坦梅茲（英语：George Steinmetz）（1957）
- 横山松三郎（日语：横山松三郎）：日本軍人，於1878年在日本首次使用氣球進行空中攝影。
- 德川好敏（日语：徳川好敏）：日本軍人，於1911年在日本首次使用飛機進行空中攝影）。
- 齊柏林：導演，執導台灣首部空拍影像製作的電影《看見台灣》。
- 陳敏明：辦有多場攝影展覽並出版多本空拍書籍。

## 图集

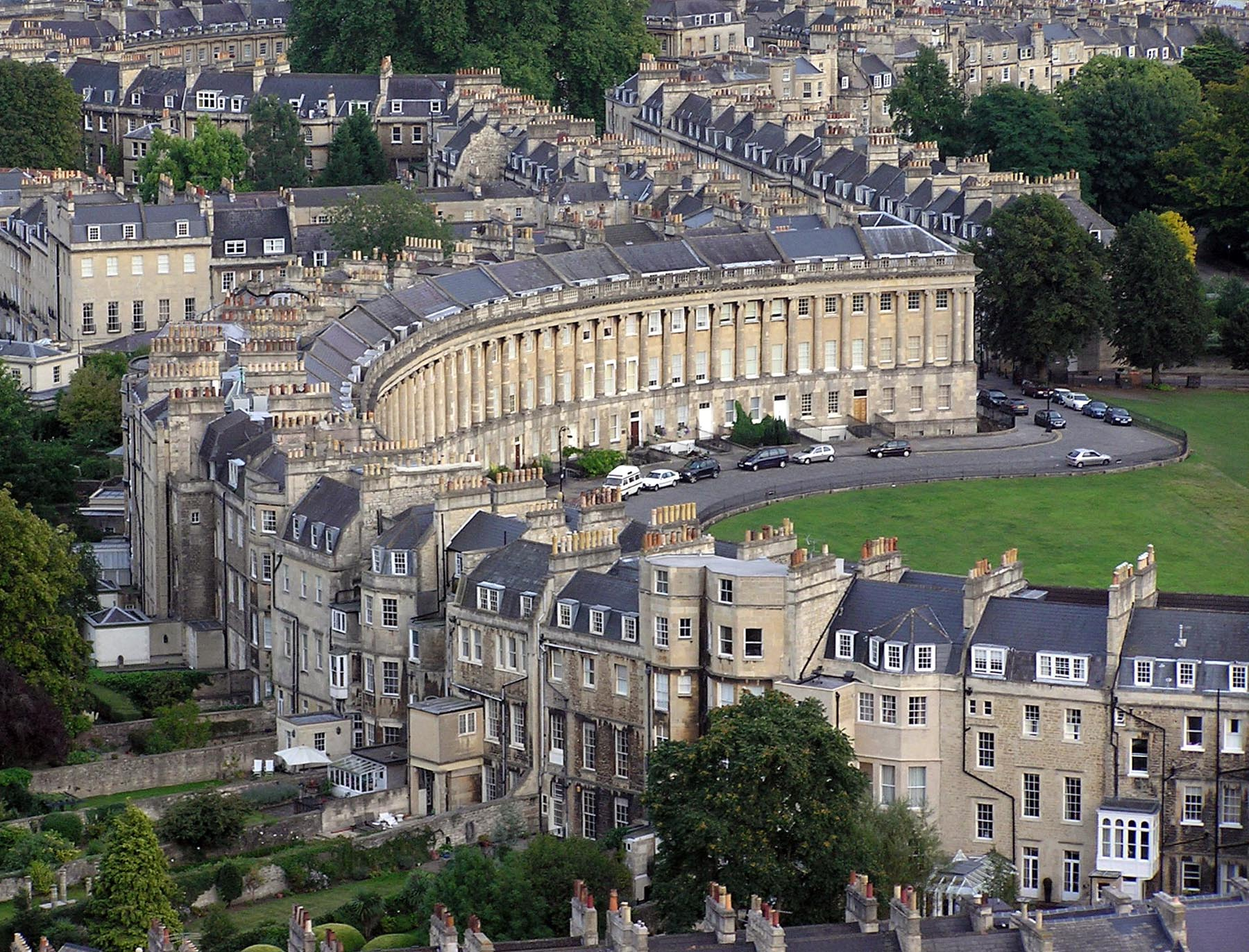
英国巴斯皇家星月楼（熱氣球）
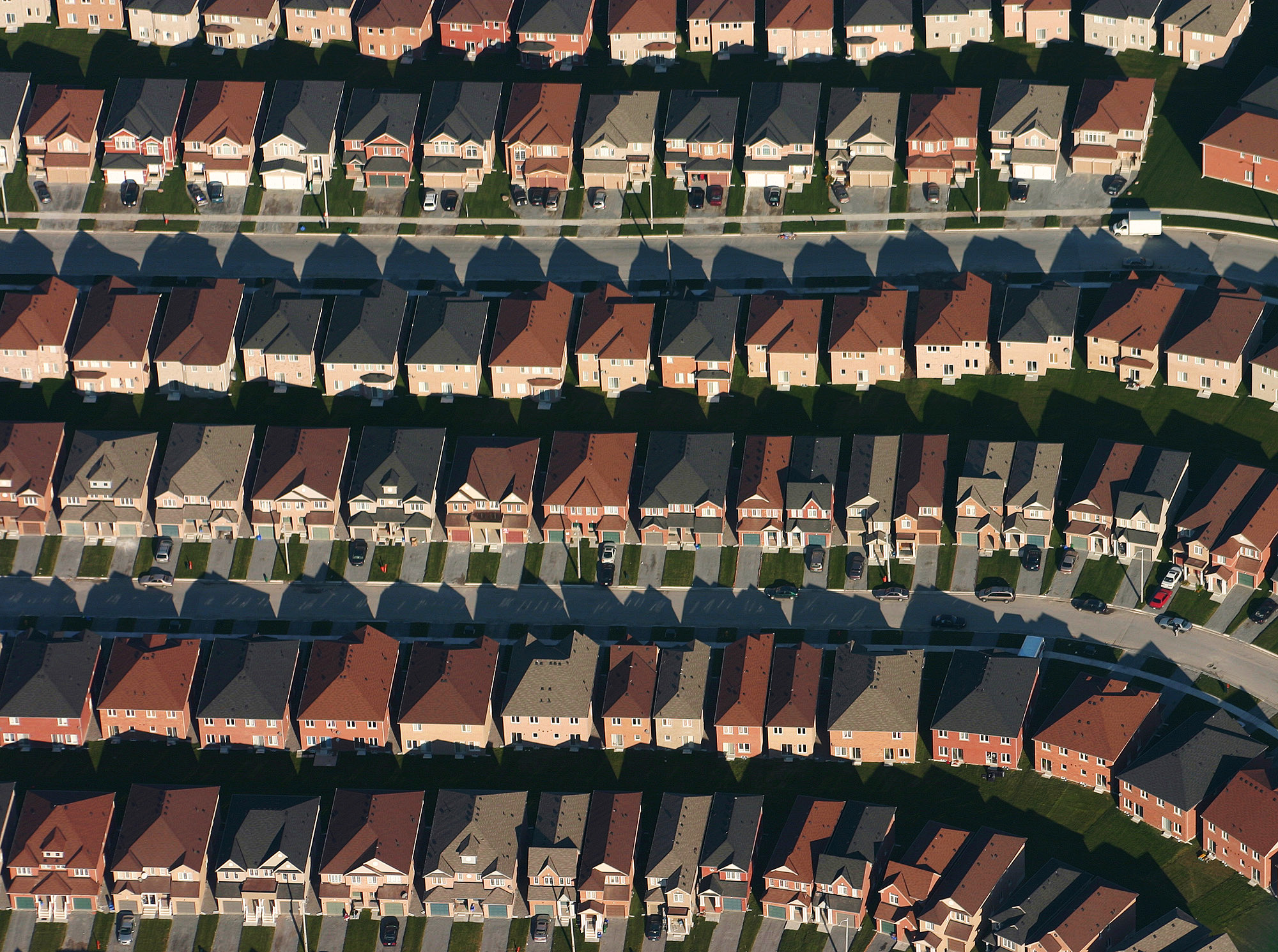
加拿大万锦附近的房屋
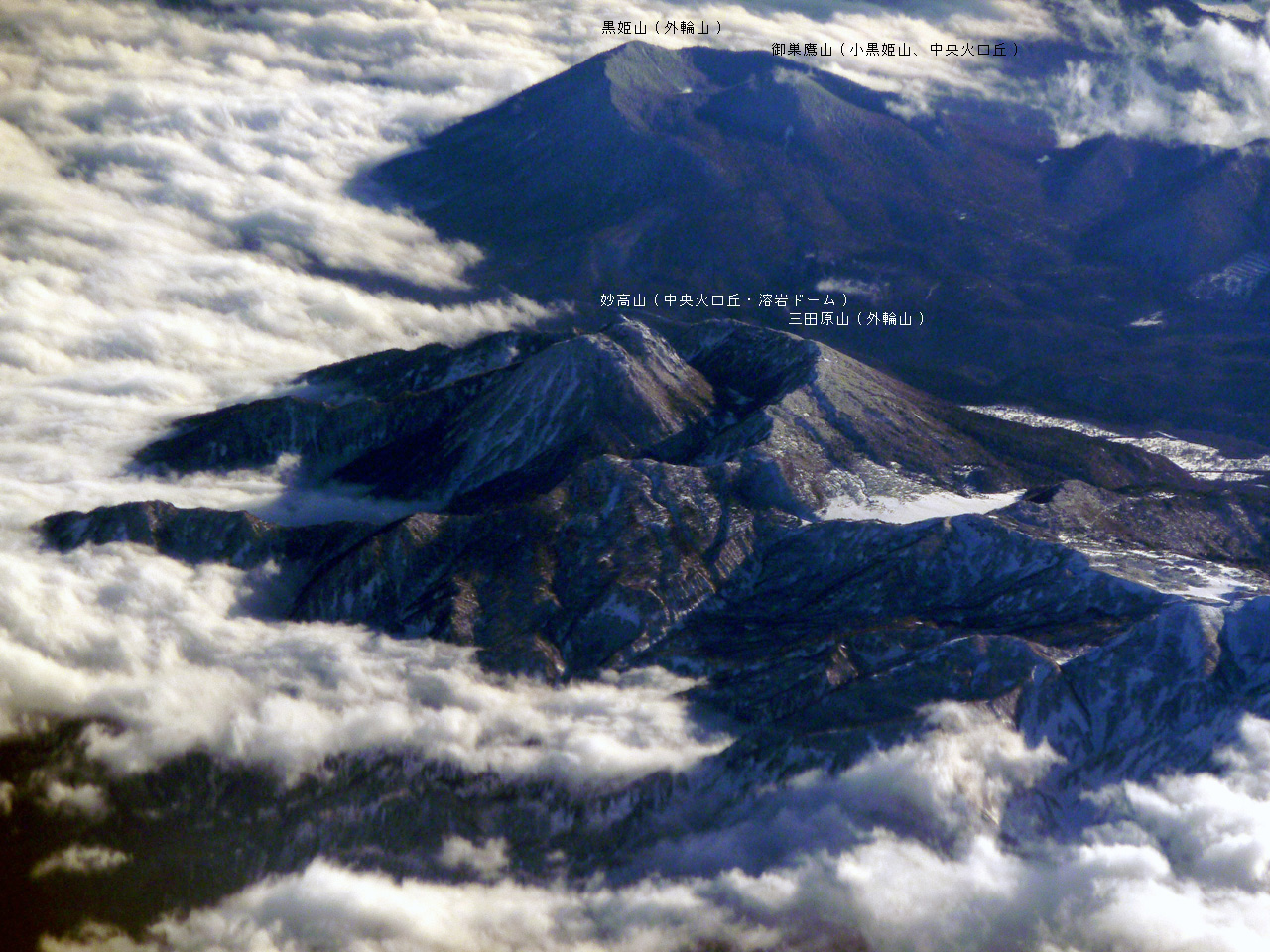
日本妙高山與黑姬山
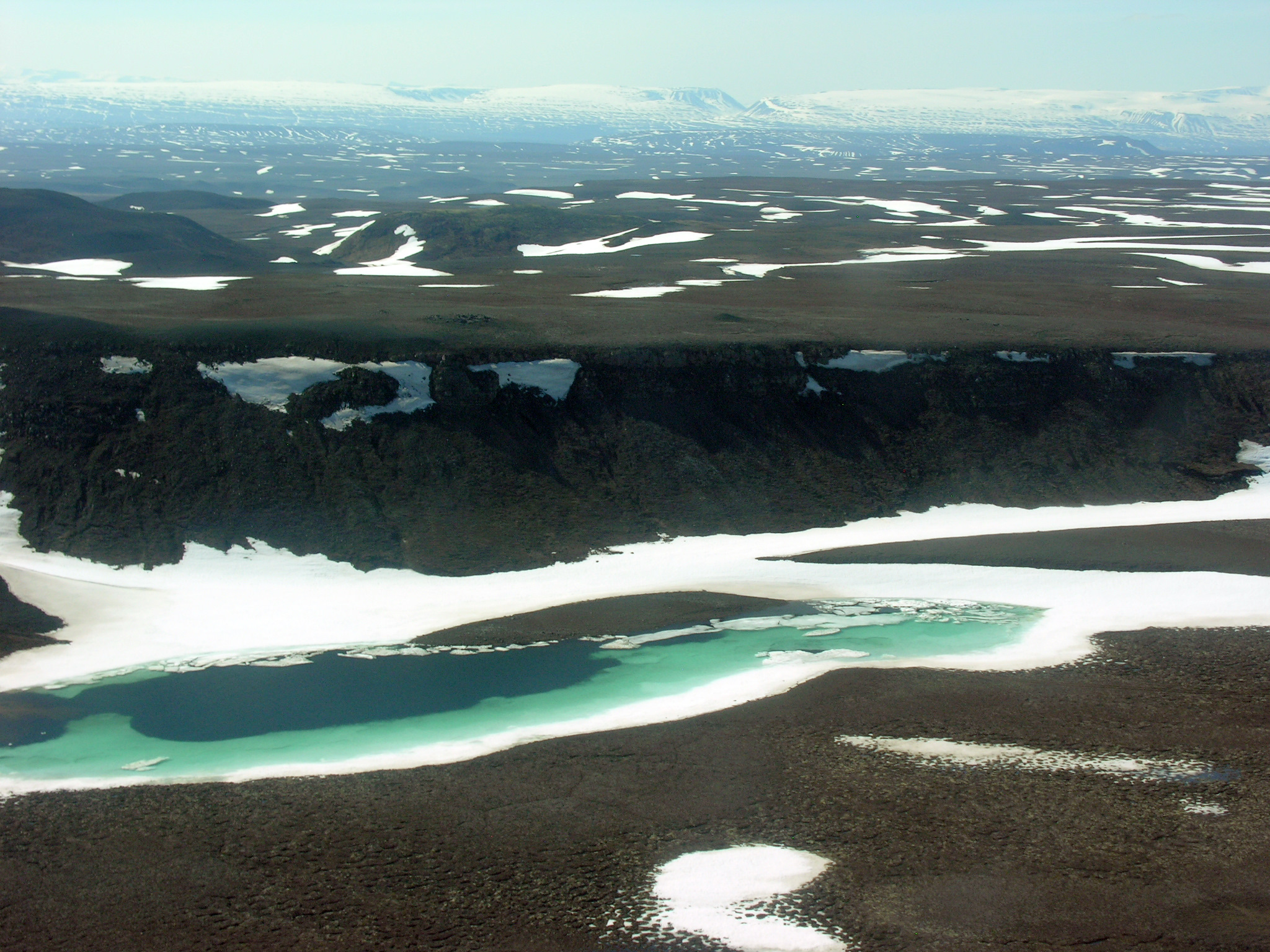
冰島 Leirhnjúkur 火山
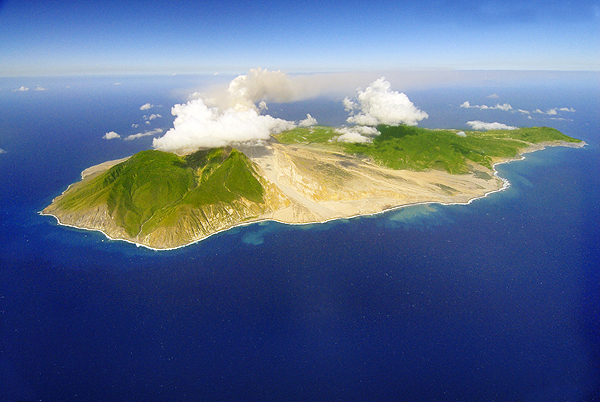
蒙哲臘島的蘇弗里埃爾火山
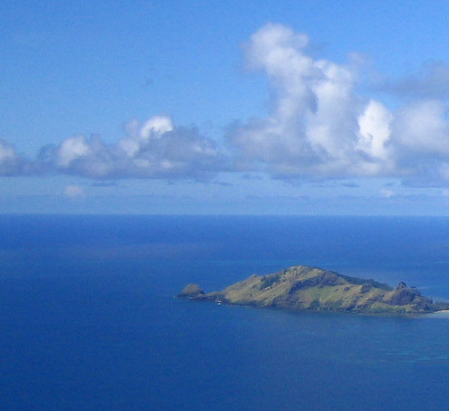
甘比爾群島的 Agakauitai 島
正在駛出李子壩站的重慶軌道交通2號線列車
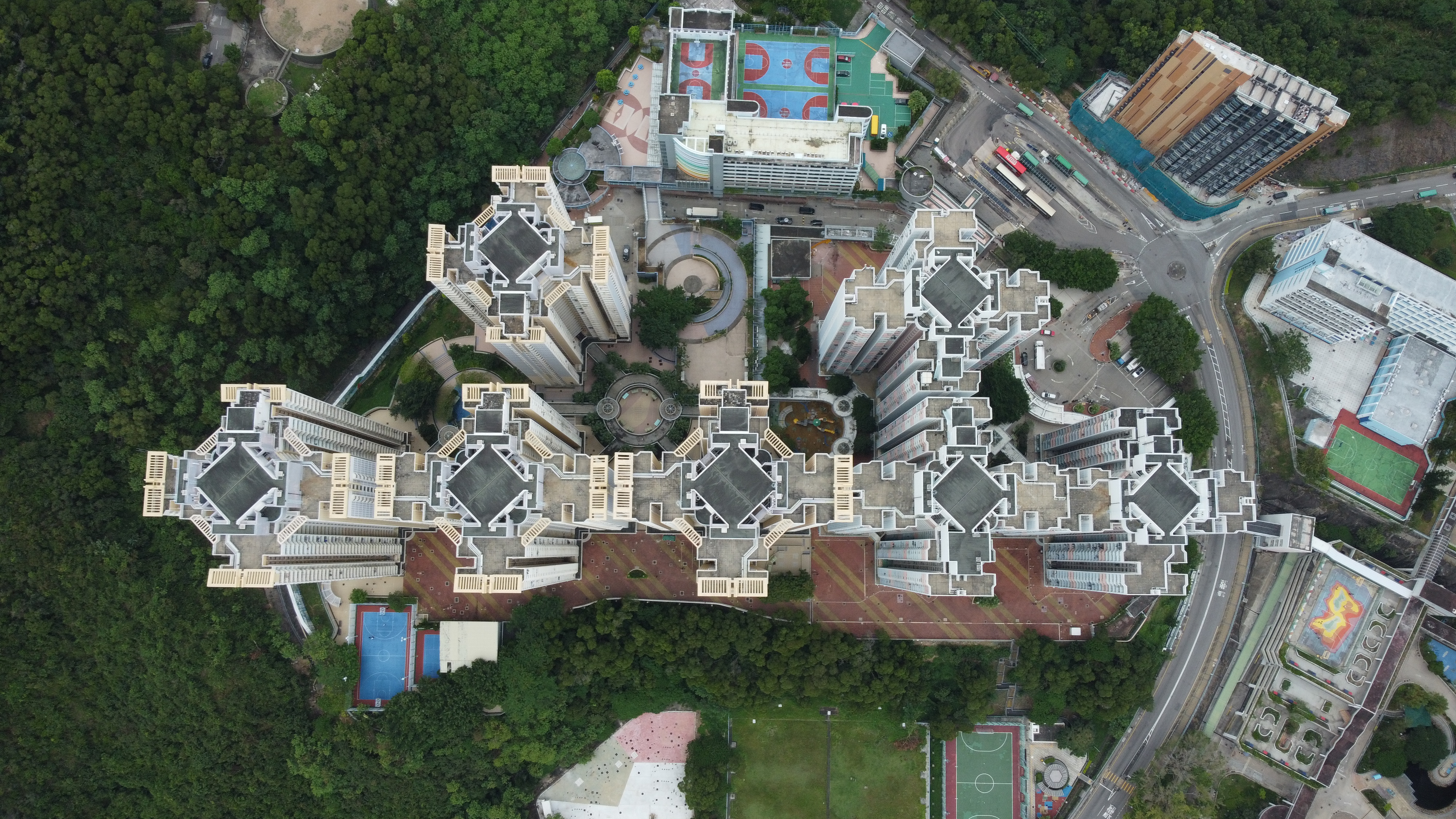
香港青衣長宏邨的樓宇

### 以空拍方式拍攝的紀錄片
- 鸟瞰新重庆
- 鸟瞰中国
- 看见台湾
- 航拍中国